# 上杉あずさ
上杉 あずさ（うえすぎ あずさ、1990年8月7日 - ）は、日本の女性ローカルタレント、ラジオパーソナリティ、スポーツライター。福岡県うきは市出身、ワタナベエンターテインメント九州事業本部所属。

## 人物
- 藤蔭高等学校、長崎大学環境科学部卒業[2][3][4]。
- 身長167cm。血液型はA型。既婚。
- 球場ではスコアブックをつけながら観戦するほどの熱狂的野球ファンであり、野球に特化する仕事がしたいと思って芸能界入りした[2]。特に福岡ソフトバンクホークスを熱心に応援しており、現在はRKBラジオの初代「タカガール」（この肩書きは球団公認である）として、同局のスポーツ番組を中心に活躍、また同時にスポーツライターとしても活動している。
- 2017年、「フルーツ王国うきは親善大使」就任[5]。
- 2020年12月30日、一般男性と結婚発表

## エピソード
- 仕事以外でも野球愛に溢れた生活をしており、NPB一軍戦のみならず二軍・三軍の試合、あるいは高校野球やボーイズリーグなどの試合も観戦している[6]。特に第94回全国高等学校野球選手権大会において桐光学園高校の松井裕樹（現東北楽天ゴールデンイーグルス）が1試合22奪三振を記録した試合(対今治西高校戦)に感銘を受けて以降、同校野球部を熱心に追いかけるようになった[7]。元プロ野球選手の一岡竜司は高校の同級生。
- 2017年のプロ野球シーズンでは注目するホークス選手として上林誠知を挙げていた[1]。
- 中学校ではソフトボール部に入部し、その後長崎大学在籍時にもソフトボールをプレーしていた[2]。選手としては右投げ左打ち。
- 実家はうきは市浮羽町で居酒屋を経営している[3]。弟は2017年、長門高等学校の野球部指導者に就任した[8]。
- 始球式で100km/h以上の球を投じることを目標としており、実際に大濠公園等で練習をしている様子を自身のSNSにおいて発信している[6]。その後2017年3月19日に福岡ソフトバンクホークス対阪神タイガース二軍戦（タマホームスタジアム筑後）で始球式に登板したが、球速は目標に届かない93km/h[9][10]。同年9月16日の福岡ソフトバンクホークス対広島東洋カープ二軍戦（タマホームスタジアム筑後）で始球式に再登場するも、今回も目標に及ばず96km/hという結果に終わった[11]。2018年4月25日には福岡ソフトバンクホークス対埼玉西武ライオンズ戦（福岡ヤフオク!ドーム）の始球式で"一軍初登板"を果たすも、97km/hとなり目標達成はならず[12]。しかし同年8月11日に行われた福岡ソフトバンクホークス対北海道日本ハムファイターズ戦（福岡ヤフオク!ドーム）のセレモニアルピッチにおいて100km/hを計測、4度目の挑戦で目標を達成した[13]。
- Twitterやブログでは「ありがとーむそん」「明日もがんバリオース!」「お疲れさまーとん」など、野球選手名の駄洒落になった挨拶を頻繁に用いている。
  - このうち「明日もがんバリオース!」は「ホークス花の応援団」出演時の締めの挨拶として取り入れられることになった。
- 2018年7月4日のRKBエキサイトホークスでは同局史上初めてウエスタンリーグの試合（福岡ソフトバンクホークス対オリックス・バファローズ戦）をタマホームスタジアム筑後から実況生中継したが、この試合で上杉は自身初めてサイドリポートを担当した[14]。
- 2018年9月30日の試合後の「ホークス花の応援団」を担当した時は、ソフトバンクがリーグ優勝を逃した直後ということもあり泣きながら話す場面があった。(西武がマジック1で迎えた状況で敗れたが、ソフトバンクも敗れたため、西武の優勝決定。)

## 出演

### テレビ
- 天神ウォッチ新聞女子（RKB毎日放送）
- 情報Qスタイル（TVQ九州放送）
- 激PUSH!（TVQ九州放送）
- ホークスTODAY（FOXスポーツ&エンターテイメント・J:COM）
- ガンガン!ホークスCHECK!GO!（FOXスポーツ&エンターテイメント・J:COM)
- 今日感モーニング（RKB毎日放送）
- BS12 プロ野球中継 （BS12 トゥエルビ）- ビジター応援実況副音声・ソフトバンク担当

### ラジオ
すべてRKBラジオ
- RKBエキサイトホークス 延・長・戦!
- ハイタッチ!
- ホークス花の応援団 土曜版・日曜版
- ホークス&スポーツ
- そよかぜましおの今夜は増し増し - 坂井汐梨との交互出演
- サンデーウォッチR - コメンテーター